# Дичня (Курская область)
Дичня — село в Курчатовском районе Курской области. Административный центр Дичнянского сельсовета.

## География
Село находится на реке Дичня (правый приток Сейма), в 33 километрах к юго-западу от Курска, в 5 километрах восточнее районного центра — города Курчатов.
Улицы
В селе улицы: Квартал 1, Квартал 2, Квартал 3, Квартал 4, Квартал 5, Квартал 6, Квартал 7, Квартал 8, Квартал 10, Квартал 11, Лемешовка, Леоновка, Мезенцево, Рахмановка, Садовая, Санаторий Курск территория, Урочище Рахоль, Хреновка.
Климат
В селе Дичня умеренный (влажный) континентальный климат без сухого сезона с тёплым летом (Dfb в классификации Кёппена).
| Показатель                                                                   | Янв. | Фев. | Март | Апр. | Май  | Июнь | Июль | Авг. | Сен. | Окт. | Нояб. | Дек. | Год  |
| ---------------------------------------------------------------------------- | ---- | ---- | ---- | ---- | ---- | ---- | ---- | ---- | ---- | ---- | ----- | ---- | ---- |
| Средний суточный максимум, °C                                                | −4,1 | −3,1 | 2,8  | 13   | 19,4 | 22,6 | 25,2 | 24,5 | 18,2 | 10,5 | 3,4   | −1,2 | 10,9 |
| Средняя температура, °C                                                      | −6,1 | −5,6 | −0,8 | 8,2  | 14,7 | 18,3 | 20,9 | 20   | 14   | 7,3  | 1,2   | −3,1 | 7,4  |
| Средний суточный минимум, °C                                                 | −8,6 | −8,7 | −4,9 | 2,8  | 9,1  | 13   | 15,8 | 14,8 | 9,7  | 4    | −1,2  | −5,3 | 3,4  |
| Норма осадков, мм                                                            | 52   | 45   | 48   | 51   | 63   | 72   | 75   | 56   | 59   | 59   | 48    | 49   | 677  |
| Источник: Погода по месяцам c ru.climate-data.org(дата обращения: Июнь 2021) |      |      |      |      |      |      |      |      |      |      |       |      |      |

## Население
| 2002 | 2010  |
| ---- | ----- |
| 2250 | ↗2370 |

## Транспорт
Дичня находится на автодороге регионального значения 38К-017 (Курск — Льгов — Рыльск — граница с Украиной), в непосредственной близости от ж/д остановочного пункта 433 км (линия Льгов I — Курск). В 132 км от аэропорта имени В. Г. Шухова (недалеко от Белгорода).

## Достопримечательности
В селе находится подвесной мост.